# Шимкове
Ши́мкове — село Ананьївської міської громади Подільського району Одеської області, Україна. Розташоване на березі річки Журавки за 16 км на південний схід від центру громади — міста Ананьєва і за 30 км від залізничної станції Жеребкове. Населення — 484 особи (станом на 2001 рік).

## Історія
Село засноване в 1770-х роках на торговому шляху Вінниця—Балта—Одеса.
За даними на 1859 рік у власницькому селі Шимкова (Шимківщина, Журівка, Мала Кохівка) Ананьївського повіту Херсонської губернії мешкало 343 особи (123 чоловічої статі та 120 — жіночої), налічувалось 49 дворових господарств.
Станом на 1886 рік у колишньому власницькому селі, центрі Шимківської волості, мешкало 338 осіб, налічувалось 66 дворів.
За переписом 1897 року кількість мешканців зросла до 750 осіб (380 чоловічої статі та 370 — жіночої), з яких 729 — православної віри.
У 1905 році селяни розгромили поміщицьку економію, активні учасники виступу були кинуті до в'язниці.
Після Лютневої революції 1917 року шимківці вели боротьбу за розподіл поміщицької землі. 
7 (20) листопада 1917 року, відповідно до Третього Універсалу Української Центральної Ради, увійшло до складу Української Народної Республіки.
У січні 1918 року в селі розпочалась радянська окупація.
На фронтах радянсько-німецької війни воював проти ворога 261 житель села, 92 — відзначені урядовими нагородами, 155 чоловік загинули. В центрі села встановлено пам'ятник загиблим односельчанам.
Наприкінці 1960-х років в селі налічувалось 273 двори, мешкало 726 осіб. На території села була розташована центральна садиба колгоспу імені Щорса, за яким було закріплено 4,3 тисячі га сільськогосподарських угідь, в тому числі 3,6 тисяч га орної землі. У господарстві вирощували зернові культури, виробляли молоко і м'ясо. Було дві ремонтні майстерні. На той час за трудові успіхи 20 колгоспників були нагороджені орденами і медалями СРСР. У сільській восьмирічній школі 10 вчителів навчали 150 дітей. Діяв клуб з залом на 250 місць, бібліотека з книжковим фондом 11,9 тисяч примірників. Працювали фельдшерсько-акушерський пункт, дитячі ясла, кафе «Дружба», три магазини, відділення зв'язку, ощадна каса. В колгоспній партійній організації перебувало 37 комуністів, у двох комсомольських — 55 членів ВЛКСМ.
12 червня 2020 року, відповідно до Розпорядження Кабінету Міністрів України від № 724-р «Про визначення адміністративних центрів та затвердження територій територіальних громад Одеської області», увійшло до складу Ананьївської міської територіальної громади.
19 липня 2020 року, в результаті адміністративно-територіальної реформи і ліквідації Ананьївського району, село увійшло до складу новоутвореного Подільського району.

## Населення
Згідно з переписом 1989 року населення села становило 566 осіб, з яких 232 чоловіки та 334 жінки.
За переписом населення 2001 року в селі мешкали 484 особи.

### Мова
Розподіл населення за рідною мовою за даними перепису 2001 року:
| Мова       | Відсоток |
| ---------- | -------- |
| українська | 90,29 %  |
| російська  | 4,96 %   |
| румунська  | 4,55 %   |